# Jacob Klein (Industrieller)
Jacob Klein (* 3. Juli 1869 in Klingenmünster; † 28. März 1945 ebenda) war ein deutscher Ingenieur und Unternehmer.

## Leben

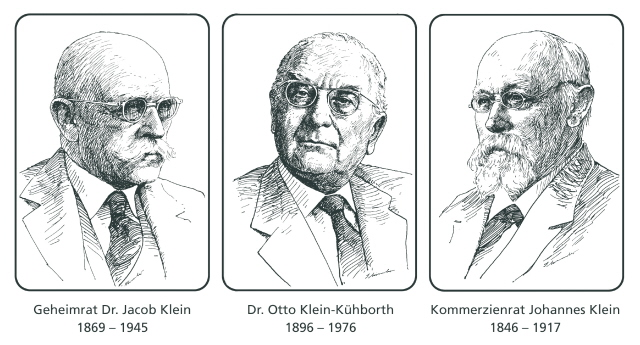
Persönlichkeiten aus der KSB-Unternehmensgeschichte

Jacob Klein war ein Sohn des Landwirts Friedrich Klein und besuchte das humanistische Gymnasium in Landau in der Pfalz. Anschließend studierte er Ingenieurwissenschaften an der Technischen Hochschule Karlsruhe und wurde Mitglied des dortigen Corps Bavaria. Später wechselte er an die Technische Hochschule (Berlin-)Charlottenburg. Nach dem Studium ging er nach Großbritannien. In Manchester gründete er das Unternehmen Klein Engineering Co. Ltd. Nach sechs Jahren kehrte er 1901 nach Deutschland zurück, wurde Vorstand und 1905 an Stelle seines schwer erkrankten Bruders Johannes Klein Generaldirektor der Klein, Schanzlin & Becker AG. 1930 schied er aus dem Vorstand aus und wurde Aufsichtsratsvorsitzender der Gesellschaft. Klein führte die Serienfertigung von Armaturen und Pumpen ein. Insbesondere die Einführung von Normpumpen für die chemische Industrie war sein Verdienst. Der Exportanteil wurde von 3 % auf 20 bis 25 % gesteigert. In seine Zeit als Generaldirektor fallen außerdem 1924 die Gründung der Pumpen AG in Homburg, 1929 die Akquisition der Maschinenfabrik Oddesse GmbH in Oschersleben und 1930 der Erwerb der Aktienmehrheit an der Amag-Hilpert-Pegnitzhütte AG.
Klein war Aufsichtsratsmitglied bei der Werkzeugmaschinenfabrik Collet & Engelhard AG in Offenbach am Main, dem Frankenthaler Brauhaus, der Frankenthaler Volksbank, der Schiffs- und Maschinenbau-AG in Mannheim und der Pfälzischen Wirtschaftsbank in Ludwigshafen. Er war Vorstandsmitglied im Verein deutscher Maschinenbau-Anstalten in Berlin, im Verein Deutscher Eisen- und Stahlindustrieller in Berlin, im Süddeutschen Export-Verein in Mannheim sowie 1. stellvertretender Vorsitzender im Verband Pfälzischer Industrieller und Ausschussmitglied im Verband der Metallindustriellen Badens, der Pfalz und angrenzender Industriebezirke in Mannheim. Weiterhin war er Mitglied im Verein Deutscher Ingenieure (VDI), Bezirksverein Mannheim, sowie der Industrie- und Handelskammer Ludwigshafen. Er gehörte dem Ausschuss des Deutschen Museums in München an.
Das Unternehmen ging auf seinen Adoptivsohn Otto Klein-Kühborth (1896–1976) über.

## Auszeichnungen
- Kommerzienrat, später Geheimer Kommerzienrat
- 1921: Ehrendoktorwürde der Technischen Hochschule Karlsruhe (als Dr.-Ing. E. h.)